# Czaple (Góra)
Pour les articles homonymes, voir Czaple.
Czaple est une localité polonaise de la gmina de Wąsosz, située dans le powiat de Góra en voïvodie de Basse-Silésie.